# 列寧格勒圍城戰
列寧格勒圍城戰，或又名「列宁格勒保卫战」、「封鎖列寧格勒」（俄语：блокада Ленинграда），是第二次世界大戰中軸心國為了攻佔蘇聯列寧格勒（今聖彼得堡）而實施的軍事行動，圍攻從1941年9月9日開始直至1943年1月18日蘇軍才開闢了一條通往城市的狹窄通路，到了1944年1月27日才最終獲得解放，共計被圍872天。為期872天的圍城戰破壞了公共設施、食水、能源及糧食供應，導致列寧格勒地區空前的大飢荒，该軍事行動至少有過千萬軍民傷亡，單是蘇軍已有最少300萬名士兵傷亡（未計撤退）、140萬以上的平民及士兵撤離，其中很多在撤離時死於轟炸及飢荒。列寧格勒其中一個墓地就埋葬了500,000名圍城戰的遇難者。在列寧格勒經濟上的破壞及人员伤亡超過了莫斯科保衛戰、史達林格勒戰役、廣島市原子彈爆炸或長崎市原子彈爆炸。單場戰爭來看是為史上傷亡人數和經濟損失最多的戰爭。參與該場戰役的人數也比歷史上其他戰役多。列寧格勒圍城戰被列入世界歷史上最血腥的戰役，一些歷史學家更稱圍城行動為種族滅絕，是納粹德國滅絕蘇聯人民的戰爭的一部份。
解放列寧格勒的1月27日後來被俄羅斯政府列為「俄羅斯軍人榮譽日」。

## 背景
奪取列寧格勒是阿道夫·希特勒之巴巴羅薩行動計劃原定的3個戰略目標之一。列寧格勒是沙皇俄国舊都及十月革命的發生地、蘇聯波羅的海艦隊的駐地，和擁有眾多兵工廠的工業重鎮。
希特勒對攻佔列寧格勒信心十足，因此他已要求印發在市內的阿斯托里亞酒店進行慶祝勝利的邀請，雖然希特勒攻佔該城之計劃失敗，這兩年半的圍城戰仍造成對現代化城市最大的破壞和最大的人员伤亡。
圍城戰以德意志國防軍的北方集團軍为主力，芬蘭軍隊从北方支援，是1941年6月22日开始的巴巴羅薩行動之一部分。圍城戰开始于芬軍在卡累利阿的攻势及德軍在列寧格勒南部住宅區的進攻结束之时。當進攻被阻止及德國第4裝甲軍團被調往莫斯科後，德軍開始認真準備圍困該城。蘇聯的格奧爾吉·朱可夫將軍注意到這個變化並在列寧格勒準備迎擊德軍之進攻。

1941年8月6日希特勒重複他的命令：「列寧格勒第1、頓涅茨克平原第2、莫斯科第3」。從1941年8月德意志國防軍到達城市外圍至1944年1月圍城戰結束，列寧格勒的戰事主宰著德國國防軍陸軍總司令部在東線戰場北部地區的戰略決定。1941年8月所有通往列寧格勒的鐵路線被切斷，該市在陸上被北面的芬蘭軍隊及南面的德軍所包圍。

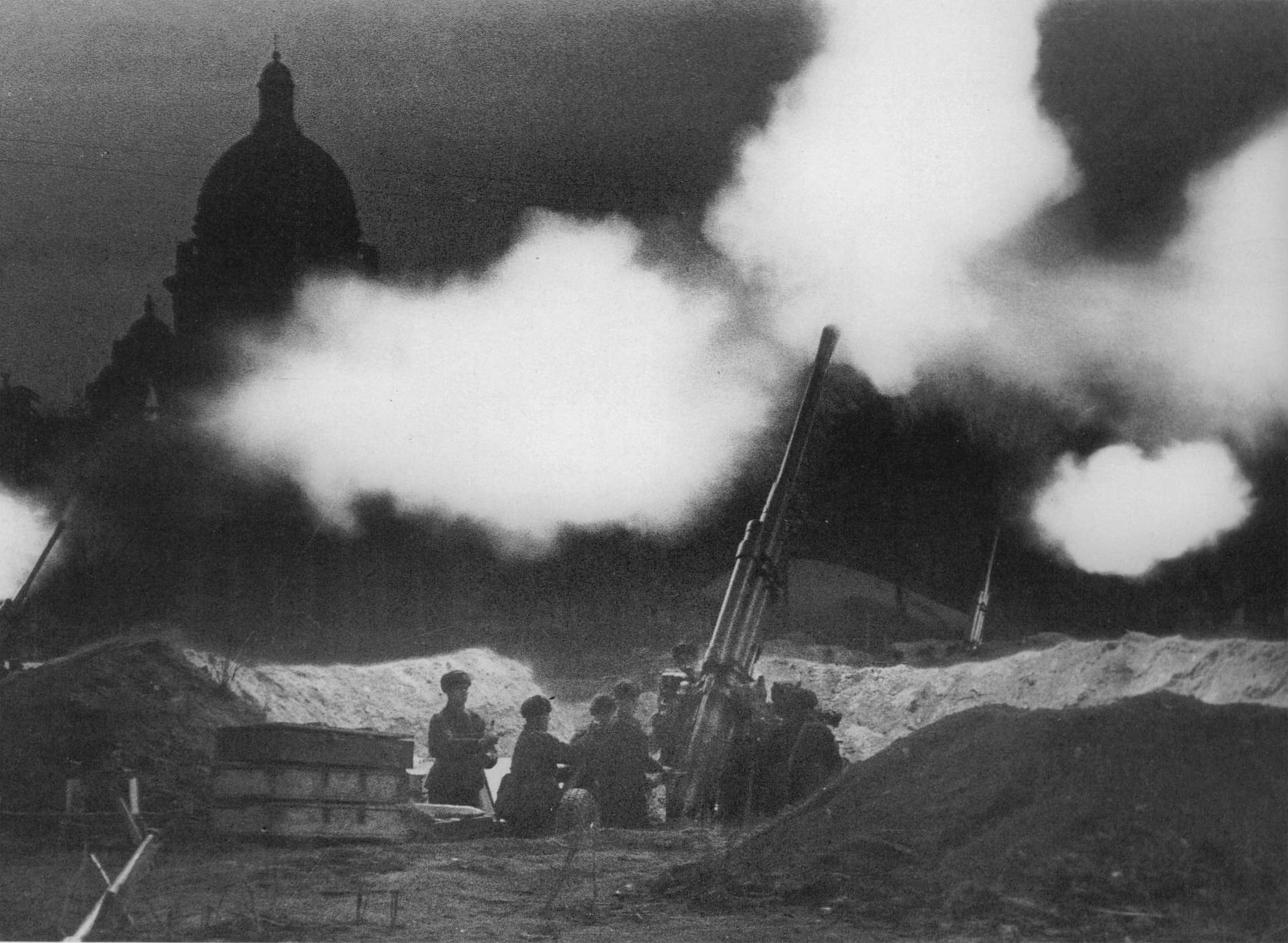
1941年，列寧格勒市內大教堂上的高射炮

美國租借法案對列寧格勒的食物及物資供應開始於1941年的最後3個月，同時英國及美國在1942年及1943年護航到摩爾曼斯克的行動增加了這方面的支援力量，對被圍困于市内的居民及蘇聯守軍給予支持，從1941年至1942年之後連續的3個冬季，冰封的拉多加湖上的生命公路被用來減輕市內物資的供應压力。
對列寧格勒的轟炸及炮轟從1941年8月開始就一直持續，1942年5月17日國際海軍K艦隊（包括芬蘭、德國及義大利海軍艦艇）部署在拉多加湖，在巡航行動中，K艦隊切斷了在湖南部對列寧格勒的物資供應線。1942年8月德國計劃了另一個攻佔該城之行動，代號為「北光行動」，但北光行動被蘇聯紅軍的「錫尼維亞攻勢」預先破壞了並因此被取消。
根據希特勒的書面命令，在守軍防守區域外之俄國沙皇大部分皇宮，包括葉卡捷琳娜宮、彼得宮城、罗普恰（英语：Ropsha）、斯特列利納、加特契納、及其它歷史地標均要被劫掠及破壞，大部分藝術品被運往納粹德國，在為期33個月的圍困中，在大量列寧格勒的工業、工廠、學校、醫院、運輸設備及基礎設施、機場及其它地區均被空襲及長期炮轟。
德軍的圍困最終因蘇軍在1943年1月17日開始的伊斯卡拉行动而中止，该行动在拉多加湖岸邊建立了一條狹長的走廊。圍攻終於在1944年1月27日，因朱可夫元帥的攻勢即列寧格勒-大諾夫哥羅德攻勢而結束。

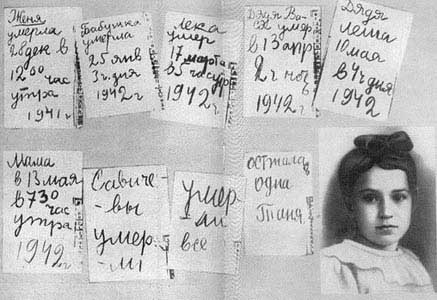
11歲女孩坦雅·薩維切娃的日記。她的日记中記錄了当时的飢餓情况，以及她祖母、舅父、父母和兄弟姐妹的死亡，日记的最後寫到：「只剩下坦雅自己。」在圍城結束後，她死於營養失調；她的日記曾在紐倫堡審判中被作为证物展示。

## 準備

### 德軍的計劃
由威廉·馮·勒布陸軍元帥指揮的德國北方集團軍負責進攻主要目標列寧格勒，馮·勒布的計劃是在行進間攻佔該城，但由於蘇軍的頑強抵抗及希特勒召回第4裝甲集團，他因此在到達拉多加湖湖邊後改為圍困該城，同時嘗試包圍該城及與由卡爾·古斯塔夫·埃米爾·曼納海姆元帥率領的芬蘭軍隊在列寧格勒以東的斯維里河會師。
芬蘭軍隊當時是位於列寧格勒北面，德軍則攻佔了位於該城南面的地區。德軍及芬軍均希望封鎖列寧格勒，以切斷該城對外的一切連繫。

### 列寧格勒防禦地域
1941年6月27日列寧格勒當局市議會組織了平民的第一次響應，翌日全市市民被通知進入危急狀態，随即有超過100萬名市民被動員以修築防禦工事，在沿城區域构筑了數條防線，以擊退從北面及南面入侵的敵軍。
其中一條防線從盧加河入口處至丘多沃、加特契納、紅村及普爾科沃，途經涅瓦河，第二條經彼得宮城到加特契納、普爾科沃、科爾皮諾及巴甫洛沃，另一條是對付芬蘭人，即卡累利阿要塞區從1930年代開始已被建立在列列寧格勒北部郊區及現在重新投入使用，全長190公里的樹木路障、635公里的鐵絲網、700公里的反坦克壕溝、5,000個地面和樹木砲座和混凝土炮座與25,000公里的露天塹壕陣地被民眾建設或開鑿出來，连阿芙樂爾號巡洋艦上的大炮也被拆下來部署在列寧格勒南面的普爾科沃高地上。

## 建立包圍圈
在最初的攻擊行動中，德國第4裝甲集團從東普魯士進佔了普斯科夫，在進攻列寧格勒的行動中到達附近的盧加及諾夫哥羅德，但是在該市以南遇到了頑強抵抗而停止前進，另外德國第18軍團的350,000名士兵卻遠遠落後 - 在蘇軍西北方面軍撤向列寧格勒後才能向奧斯特羅夫及普斯科夫推進，7月10日奧斯特羅夫及普斯科夫相繼失陷及第18軍團到達了納爾瓦及金吉謝普，從此地經盧加河防線向列寧格勒前進，由此封鎖了從芬蘭灣到拉多加湖的地區，最終之目標是從各方向孤立包圍列寧格勒，而芬蘭軍隊則被預計沿拉多加湖東岸推進。

### 戰鬥序列

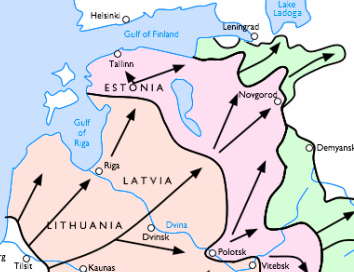
1941年德國北方集團軍攻入蘇聯示意圖
珊瑚色是直至7月9日、粉紅色是直至9月1日 、綠色是直至12月5日

#### 德軍戰鬥序列
- 北方集團軍（威廉·里特爾·馮·李布陸軍元帥）[33]
  - 第18軍團（格奧爾格·馮·屈希勒）
    - 第42軍（2個步兵師）
    - 第26軍（3個步兵師）

  - 第16軍團（恩斯特·布施）
    - 第28軍（2個步兵師及1個裝甲師）
    - 第1軍（2個步兵師）
    - 第10軍（3個步兵師）
    - 第2軍（3個步兵師）
    - （第50軍 - 下轄於第9軍團，2個步兵師）

  - 第4裝甲軍團（埃里希·赫普納）
    - 第38軍（1個步兵師）
    - 第41摩托化軍（喬爾格-漢斯·萊因哈特，1個步兵師、1個摩托化師、1個裝甲師）
    - 第56裝甲軍（埃里希·馮·曼施坦因，1個步兵師、1個摩托化師、1個裝甲師及1個裝甲擲彈兵師）

#### 芬軍戰鬥序列
- 芬蘭軍隊最高司令部（卡爾·古斯塔夫·埃米爾·曼納海姆元帥）[34]
  - 第1軍（2個步兵師）
  - 第2軍（2個步兵師）
  - 第4軍（3個步兵師）

#### 蘇軍戰鬥序列
- 北方面軍（馬基恩·波波夫陸軍中將）[35]
  - 第7軍團
  - 第8軍團
    - 第10步兵軍
    - 第11步兵軍
    - 獨立單位

  - 第14軍團
    - 第42步兵軍
    - 獨立單位

  - 第23軍團
    - 第19步兵軍
    - 獨立單位

  - 盧加战役集群
    - 第41步兵軍
    - 獨立單位

  - 金吉謝普战役集群
    - 獨立單位

  - 獨立單位

第14軍團防守摩爾曼斯克及第7軍團守衛拉多加湖及卡累利阿；因此他們沒有參加最初的圍城戰。第8軍團最初是西北方面軍的一部及通過波羅的海撤退（第8軍團在7月14日被轉到北方面軍）。

### 切斷對外連繫
8月6日，希特勒重覆他的命令：「列寧格勒第一、頓涅茨克平原第二、莫斯科第三」。從1941年8月至1944年1月任何發生在北冰洋至伊爾門湖之間的事件均與德軍圍困列寧格勒的行動有關，同盟國進行護航到摩爾曼斯克的行動利用北海航線運送美國租借法案的糧食及戰爭物資到摩爾曼斯克鐵路終站（雖然到列寧格勒的鐵路連繫剛剛被在城市北面的芬蘭軍隊切斷）；及運送到在拉普蘭的其它地方，當英國及加拿大向芬蘭宣戰後，溫斯頓·邱吉爾要求卡爾·古斯塔夫·埃米爾·曼納海姆元帥及其率領之芬蘭軍隊基於人道主義而重新開通摩爾曼斯克–列寧格勒鐵路，以容許運送糧食援助列寧格勒的市民。

### 包圍列寧格勒

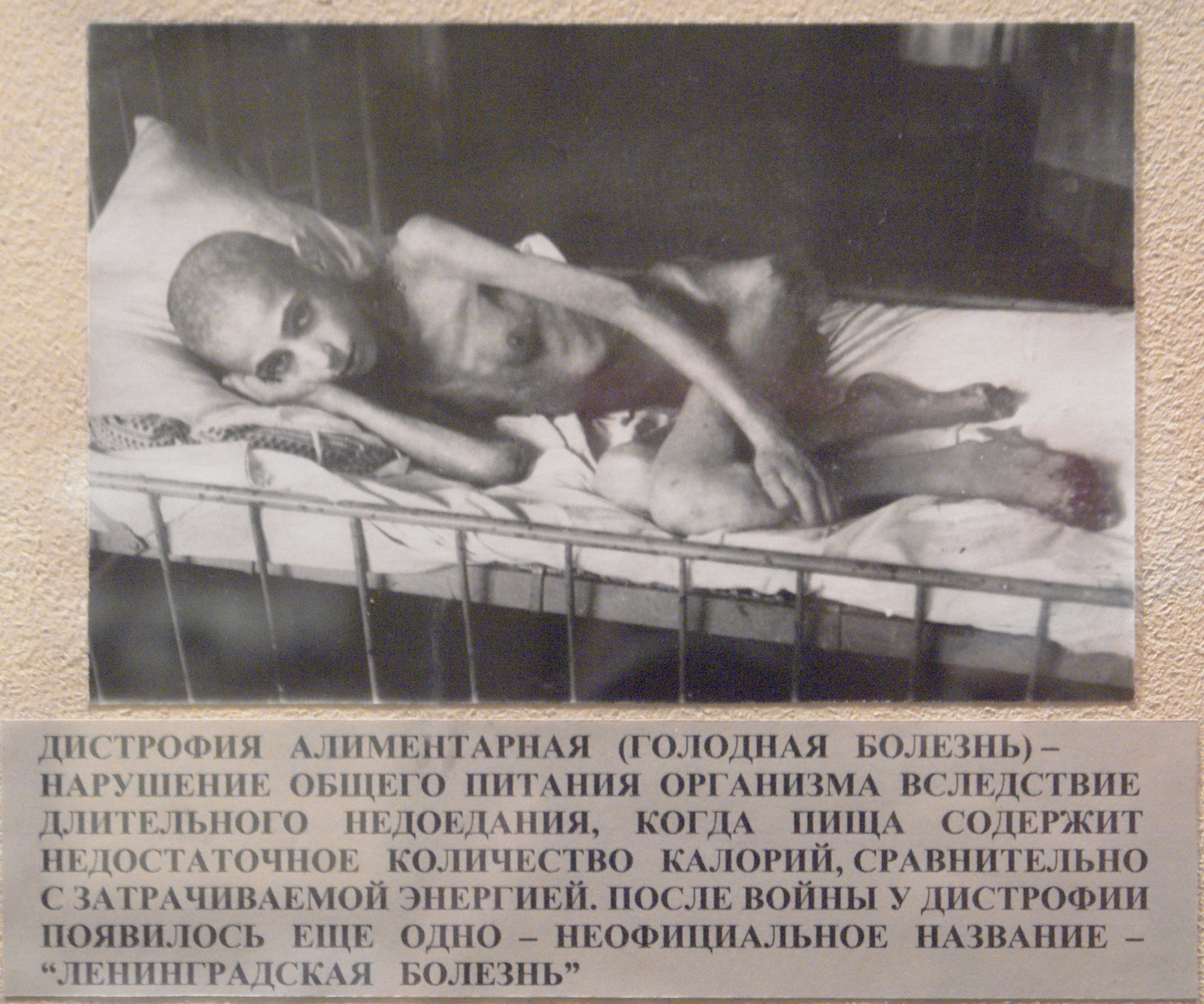
列寧格勒圍城戰所引發的饑荒

芬蘭人的情報幫了希特勒很大的忙，因為芬蘭軍隊破譯了蘇聯的軍方密碼及能閱讀到蘇軍低層間的通訊，他會定期性的要求有關列寧格勒的情報資料，芬蘭在巴巴羅薩行動的角色已在其第21號訓令中說明：「大批的芬蘭軍隊有一個任務，根據德軍北翼的進展，向拉多加湖西岸或兩岸進攻，以求牽制盡量多數量的蘇軍」。當德軍在8月30日到達涅瓦河後，與列寧格勒連繫的最後一條鐵路被切斷，9月8日當德軍到達拉多加湖附近的什利謝利堡時，與列寧格勒的陸上連繫亦被切斷，9月8日對該市之炮轟造成178處火災，由阿爾弗萊德·約德爾上將在10月7日簽發的希特勒指令重新提醒禁止接受投降。

### 芬蘭和德國
1941年8月芬蘭軍隊已推進至距離列寧格勒北部住宅區20公里內，從北面威脅該城，及經拉多加湖以東的卡累利阿地區從東面攻擊列寧格勒，但是芬蘭軍隊在列寧格勒住宅區以外數公里舊日蘇芬邊境之卡累利阿地峽上停止了前進，當他們在9月7日到達東卡累利阿（列寧格勒東北160公里）上之斯維里河後，芬蘭最高統帥部拒絕了德軍請求以空軍攻擊列寧格勒及沒有向南再前進，在東南面，德軍在11月8日攻佔了季赫溫，但是未能再向北與芬蘭軍隊在斯維里河河會師以完成對列寧格勒之包圍，一個月後沃爾庫霍夫方面軍對德意志國防軍發動反攻，將德軍從斯維里河擊退至沃爾霍夫河防線。

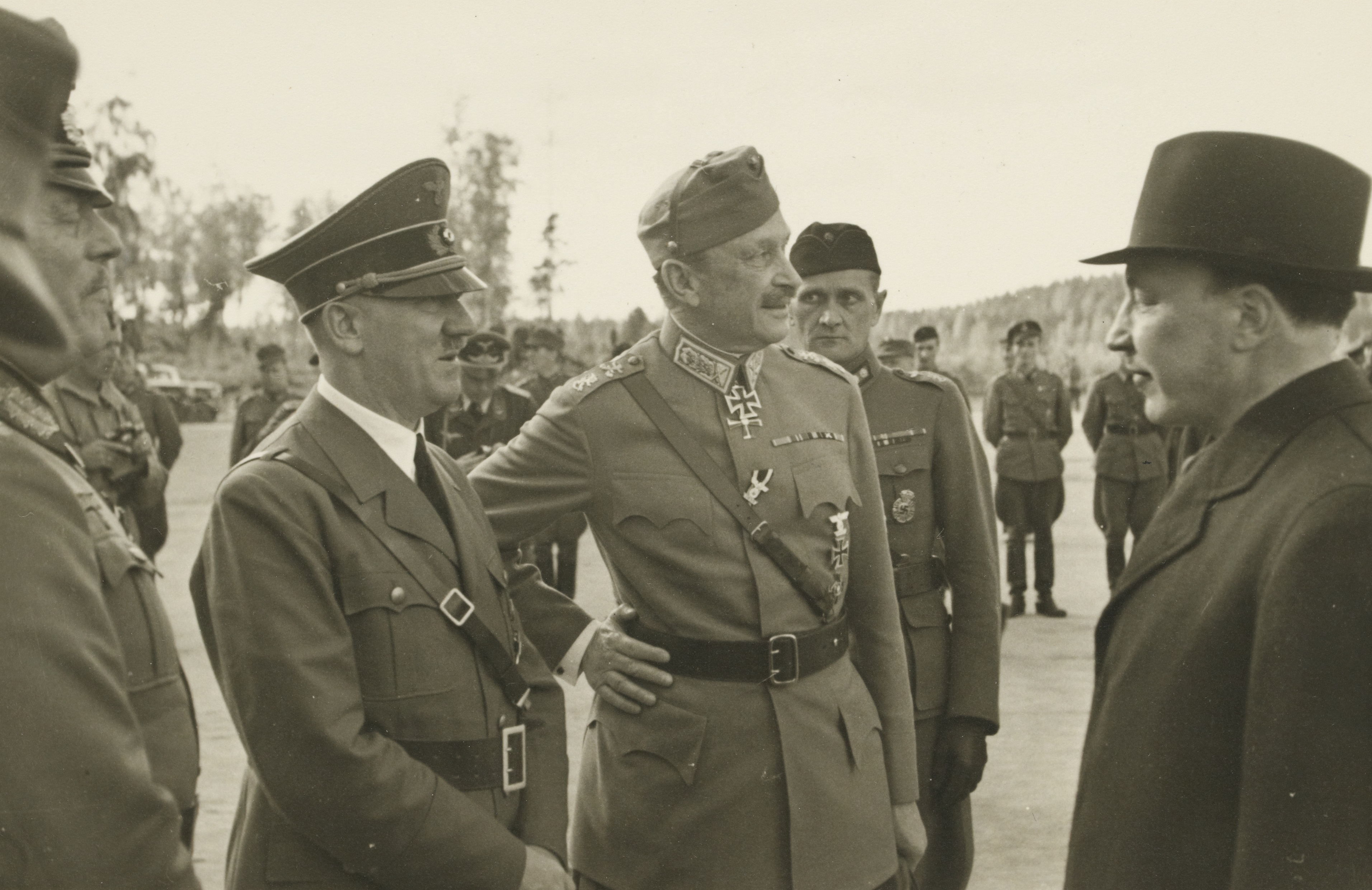
希特勒在1942年於列寧格勒以北200公里芬蘭境內的伊馬特拉與芬蘭元帥曼納海姆及芬蘭總統呂蒂進行會議

1941年9月6日，曼納海姆因該戰役而被授與鐵十字勳章，德軍高層的約德爾上將帶同該勳章及希特勒的一封私人信件到達赫爾辛基，曼納海姆之後更穿上整齊軍服與希特勒拍照約德爾此行的主要目的是鼓勵繼續對蘇聯的進攻，1941年時的芬蘭總統里斯托·呂蒂在芬蘭國會進行數次演說時講該戰爭的目的是在東面取得更多土地及形成一個大芬蘭，但是戰爭結束後，他說：「1941年8月24日，我到達曼納海姆的司令部，德軍要求我們越過舊時的邊界及繼續對列寧格勒的進攻，我當時說攻佔列寧格勒不是我們的目標及我們不應攻佔它，曼納海姆及國防部長華登經我同意及拒絕德國人的要求，軍方將領，結果是一種似是而非的情況：德軍不能從北面攻佔列寧格勒」。之後發現芬蘭對列寧格勒沒有系統性的炮擊和轟炸。
當時芬蘭軍隊最接近的位置──距離列寧格勒市中心只有33－35公里和芬蘭軍隊進攻的威脅使市內的防守更為複雜化，在這方面方面軍司令波波夫沒有調動在芬蘭軍隊當面之守軍以部署迎擊德意志國防軍，因為這些部隊需要支援第23軍團在卡累利阿地峽的防線，1941年8月31日當芬蘭軍隊推進到在芬蘭灣至拉多加湖沿岸之間在1939年舊日的邊界時，曼納海姆命令停止進攻，芬蘭只是繼續小規模的攻擊以縮小在別洛奧斯特洛夫及因格里亞省的包圍圈，因為它們威脅到芬蘭軍隊在由芬蘭灣沿岸至沃克西河南岸的據點。
當芬蘭軍隊在9月的頭一天到達該線後，波波夫所受的壓力有所舒緩，令他可以在9月5日將兩個師調往南面以迎擊德軍，但是1941年11月芬蘭軍隊發動另一個攻勢指向列寧格勒及渡過謝斯特拉河，但在列寧格勒北部住宅區以外20－25公里的謝斯得羅列茨克及別洛奧斯特洛夫被迫停止前進，沒有從芬蘭來源的資料關於這攻勢及任何報告指揮當時任何突然多出的傷亡數字，另一方面蘇軍在11月8日晚上曾收復了聯帕拉湖以西1公里的一個叫Munakukkula的山頭，但芬蘭軍隊在翌日早上就重新收復，在之後的1942年夏季，一支特別的國際海軍K艦隊由芬蘭、納粹德國及義大利王國海軍艦艇編成，由芬蘭指揮，其目的是非在拉多加湖水域巡邏及在拉多加湖襲擊列寧格勒供應線。

### 防禦行動
列寧格勒（Leningrad Front）之最初防禦由克里門特·伏羅希洛夫元帥指揮的列寧格勒方面軍負責，由第23軍團防守從芬蘭灣到拉多加湖的北部地區，第48軍團則防守從芬蘭灣到斯盧茨克－曼格納地區，後方是列寧格勒要塞地域、列寧格勒衛戍部隊、波羅的海艦隊及其它行動單位。

## 圍攻
1941年9月列寧格勒與沃爾庫霍夫方面軍（由基里爾·梅列茨科夫指揮）的連繫被切斷及防守區域共有四個軍團：北面的第23軍團、西面的第42軍團、南面的第55軍團及東面的第67軍團，而第8軍團則負責與拉多加湖艦隊合作共同防衛通往市區的生命之路，對城市的空中掩護由蘇聯第6空軍軍團及波羅的海海軍航空兵單位負責。
對保護1,400,000名平民的防禦行動是列寧格勒反包圍行動的一個組成部分，及由安德烈·日丹諾夫、克里門特·伏羅希洛夫和阿列克謝·庫茲涅佐夫負責，另外守軍亦與由弗拉迪米爾·崔比斯海軍上將的波羅的海艦隊合作，主要參與撤出平民行動的拉多加湖艦隊由V·巴拉諾夫斯基、S·V·梅爾尼琴科、P·A·特拉日寧及B·V·Khoroshikhin率領。

### 炮轟
1941年9月8日德軍開始大規模包圍該城，切斷了列寧格勒及其住宅區的對外物質補給線，由於未能擴展其攻勢，及面對格奧爾吉·朱可夫所組織的防守，軸心國改為圍攻該城共872天。
對列寧格勒的炮轟從1941年8月開始，至1942年因裝備增強而增加密度，這直至1943年除了進行炮擊及炸彈外，德國空軍更有數次使用了魚雷攻擊該市，為此，蘇聯波羅的海艦隊航空兵共出動超過10萬次以支援在圍城期間的防守工作，德軍的炮轟及轟炸在市內共造成5,723名平民死亡及20,507名平民受傷。

### 對守軍的物資供應
為了保衛列寧格勒，為蘇軍建立一條進入市內的物資供應線非常重要，該路線從拉多加灣湖南面開始，在溫暖的季節可駕船通過及在冬季冰封時車輛可以通過，保護該路線依賴拉多加灣艦隊、列寧格勒防空部隊及守衛路線之部隊，該路線亦被用來從被圍的市區中撤出平民，因為在戰爭的首個冬季沒有任何撤退計劃，及該市在1941年11月20日拉多加灣上冰封道路開始運作而從被孤立中解放出來。
這道路被稱為生命之路（俄语：Дорога жизни），因為該道路非常危險，車輛可能被雪阻塞或當德軍的炮轟時會造成湖面冰封的路面裂開而沉入湖中，因為在冬季死亡率非常高，因此亦被稱為死亡之路，但是該道路可供給市內糧食及軍事物資供應和撤出居民，令該市可繼續抗擊敵人。

## 蘇聯救援圍困

### 錫尼維亞攻勢
錫尼維亞攻勢是蘇聯在1942年初秋企圖打破對該市的包圍而實施的進攻。突击第2集团军和第8軍團與列寧格勒方面軍的部隊會師。同時德方準備實施“北光行動”以攻佔該市，使用攻佔塞瓦斯托波爾的部隊，雙方在戰役開始前均不知道對方的意圖。
錫尼維亞攻勢開始於1942年8月27日，並由列寧格勒方面軍於之前的19日展開一些小規模的攻擊，這比“北光行動”的實施日期早了數個星期。該攻勢開始時十分成功，以致迫使德軍抽調原本用於“北光行動”的部隊從而對蘇軍實施反擊。在該反攻中德軍首次投入日後大名鼎鼎的虎式坦克，但成效有限。當部分突击第2集团军被包圍及消滅之後，蘇軍停止了進攻。然而，德軍不得不放棄他們對列寧格勒的進攻。

### 伊斯卡拉行动
該市的包圍因蘇軍實施伊斯卡拉行动而得到缓解 - 這是一個由列寧格勒及沃爾庫霍夫方面軍聯合進行的全面攻勢，行動由1943年1月12日早上開始發動，經過激戰後蘇軍突破了德軍在拉多加湖南面的防線，1月18日2個方面軍會師，打通了一條10－12公里闊的走廊，令蘇軍可對城中被圍的居民運送救濟物品。

### 北极星行动
北极星行动在伊斯卡拉行动结束后不到两周即开始，目的是解除列宁格勒的围困，但取得的战果极其有限。

### 解除圍困
1944年1月27日，蘇軍展开列寧格勒-大諾夫哥羅德攻勢，趕走了在市南面郊區的德軍，至此圍困終於結束。该行动由列寧格勒、沃爾庫霍夫、波羅的海沿岸第1及第2方面軍聯合實施，波羅的海艦隊航空兵在攻擊的最後階段亦投入30%的航空兵力攻擊德意志國防軍。到1944年夏天芬蘭軍隊亦被擊退至維堡灣及沃克西河對岸。芬蘭軍队的節節敗退迫使其在9月和蘇聯停战，芬蘭退出軸心國。

## 列寧格勒圍城戰時間表

### 1941年
- 4月：根據巴巴羅薩行動及東方總計劃，希特勒意圖攻佔及毀滅列寧格勒[54]
- 6月22日：巴巴羅薩行動開始，眾歐洲軸心國入侵蘇聯
- 6月23日：列寧格勒司令官馬基恩·波波夫發出其命令視察在列寧格勒南面的防守位置[55]
- 6月25日：芬蘭對蘇聯宣戰，繼續戰爭開始
- 6月29日：開始修築盧加防線要塞[56]
- 7月10日：芬蘭入侵東卡累利阿（英语：Finnish invasion of East Karelia (1941)）
- 7月19–23日：德國北方集團軍首次對列寧格勒的進攻在市南面100公里處停止
- 7月27日：希特勒巡視北方集團軍，對停止攻擊非常憤怒，他命令威廉·馮·勒布元帥在12月底前攻佔列寧格勒[54]
- 7月31日：芬蘭重新征服卡累利阿地峽（英语：Finnish invasion of the Karelian Isthmus）及拉多加卡累利阿，芬蘭軍隊在卡爾·古斯塔夫·埃米爾·曼納海姆元帥的指揮下於卡累利阿地峽攻擊蘇聯第23軍團，最終到達冬季戰爭前的蘇芬北方邊界
- 8月20日– 9月8日：對列寧格勒的炮轟破壞了當地的工業、學校、醫院及民居
- 8月21日：希特勒的第34號訓令指示：「與芬蘭軍隊會師包圍列寧格勒。」[57]
- 8月31日：芬蘭軍隊轉入防禦及拉直其戰線[58]
- 9月6日：德意志國防軍最高統帥部的作戰處長阿爾弗雷德·約德爾向指揮芬蘭軍隊進攻的曼納海姆元帥頒授鐵十字勳章及勸服芬蘭軍隊繼續對列寧格勒的攻勢
- 9月2日 - 9日：芬蘭軍隊攻佔别洛奥斯特洛夫及意圖向謝斯特羅列茨克以擴展其戰果，但計劃失敗，曼納海姆元帥命令在1941年11月再次進攻[46][48]
- 9月8日：德軍到達拉多加湖沿岸及從陸上完成對列寧格勒的包圍[54][18]
- 9月10日： 約瑟夫·史達林派遣朱可夫代替伏羅希洛夫擔任列寧格勒方面軍司令員
- 9月12日：列寧格勒最大的糧食店，Badajevski糧食店，被德軍炸彈炸毀[59]
- 9月15日：威廉·馮·勒布元帥從前線將德國第4裝甲集團撤回及調往德國中央集團軍以參加莫斯科戰役[60]
- 9月19日：德軍停在列寧格勒市外10公里，大量市民、婦女及學童到防線參加戰鬥

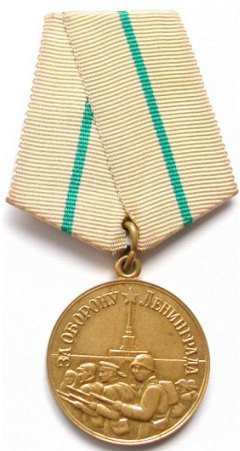
從1942年12月22日起，1,496,000名蘇軍官兵因參加保衛列寧格勒而被頒發保衛列寧格勒獎章

- 9月22日： 希特勒發出第1601號命令，要求：「要將聖彼得堡从地球上徹底抹掉，我們并沒有興趣去保护平民的性命。」[61]
- 11月8日：希特勒在慕尼黑的演說中講到：「列寧格勒一定要被毀滅。」[18]
- 11月10日：蘇軍反攻開始，令德軍在12月30日從季赫溫退回到沃爾霍夫河，阻止了德軍希望與芬蘭軍隊在列寧格勒以東之斯維里河會師的計劃[62]
- 12月：溫斯頓·邱吉爾在他的日記中寫道：「列寧格勒被包圍，但未被攻佔。」邱吉爾寫信給曼納海姆，要求芬蘭軍隊應該停止封鎖在列寧格勒北面的鐵路，使英國及美國可利用北冰洋護航運送的物資供應城中的居民[63][64]
- 12月6日：珍珠港事件前一天，加拿大、澳大利亞及新西蘭跟隨英國向芬蘭宣戰[65]

### 1942年
- 1月7日：蘇軍開始為期16個星期不成功的柳班攻勢；損失了第2突擊軍團
- 1月：蘇軍在聶夫斯基·卡列尼娜橋頭堡實施進攻，以圖突破包圍圈，此戰役直至1943年5月，但只局部成功，雙方均付出慘重代價
- 4月4日 - 30日：德國空軍實施冰封行動，以圖擊沉冰封在在列寧格勒之波羅的海艦隊的艦艇，但歸於失敗[66]
- 6月–9月：德軍利用口徑達800毫米的大炮重新炮轟列寧格勒
- 8月： 西班牙藍色師團被調往列寧格勒
- 8月14日– 10月27日：國際海軍K艦隊切斷在拉多加湖的列寧格勒補給路線[23][24][18]
- 8月19日：蘇軍展開為期8星期的錫尼維亞攻勢，雖然失敗但阻止了德軍的北光行動[67]

### 1943年
- 1月–12月：加強炮轟列寧格勒
- 1月12日– 1月30日：伊斯卡拉行动，打通了一條沿拉多加湖湖岸到列寧格勒市內的道路

### 1944年
- 1月14日 - 3月1日：數個蘇軍攻勢展開，目的是結束圍困
- 1月27日：列寧格勒圍城戰結束，德軍在城市外圍後退60–100公里

## 書誌
- Barber, John; Dzeniskevich, , Palgrave Macmillan, New York, 2005, ISBN 978-1-4039-0142-2
- Baryshnikov, N.I., , Институт Йохана Бекмана, 2003
- Glantz, David, , Zenith Press, Osceola, WI, 2001, ISBN 978-0-7603-0941-4
- Goure, Leon, , Stanford University Press, Palo Alto, CA, 1981, ISBN 978-0-8047-0115-0
- Granin, Daniil Alexandrovich, , Pen and Sword Books Ltd, 2007, ISBN 978-1-84415-458-6（页面存档备份，存于）
- Kirschenbaum, Lisa, , Cambridge University Press, New York, 2006, ISBN 978-0-521-86326-1
- Lubbeck, William; Hurt, , Pen and Sword Books Ltd, 2006, ISBN 978-1-84415-617-7 （页面存档备份，存于）
- Platonov, S.P. ed., , Voenizdat Ministerstva oborony SSSR, Moscow, 1964
- Salisbury, Harrison Evans, , Da Capo Press, 1969, ISBN 978-0-306-81298-9
- Simmons, Cynthia; Perlina, , University of Pittsburgh Press, 2005, ISBN 978-0-8229-5869-7
- Willmott, H.P.; Cross; Messenger, , Dorling Kindersley, 2004, ISBN 978-0-7566-2968-7
- Wykes, Alan, , 1972

## 外部連結

Siege of Leningrad (winter 1941)

- (Youtube) Leningrad blockade part1 （页面存档备份，存于） （Retrieved on June 29, 2008）